# 柳与志夫
柳 与志夫（やなぎ よしお、1954年 - ）は、大阪府生まれの日本の図書館情報学者。東京大学大学院情報学環・学際情報学府特任教授。元国立国会図書館司書監。専攻は図書館経営論、文化情報資源政策論。

## 概要
大阪府生まれ。福岡県立修猷館高等学校を経て、1979年慶應義塾大学卒業。同年国立国会図書館入館。
2004年9月から2008年3月まで千代田区へ出向、教育委員会事務局図書文化財課長兼千代田図書館長、国立国会図書館資料提供部電子資料課長等を経て国立国会図書館電子情報部司書監。
2015年11月より、東京大学大学院情報学環・学際情報学府特任教授。

## 著書
- 『図書館経営論』学文社 図書館情報学シリーズ 2007, ISBN 978-4762016493
- 『知識の経営と図書館』勁草書房 図書館の現場 2009, ISBN 978-4326098347
- 『千代田図書館とは何か 新しい公共空間の形成』ポット出版 2010, ISBN 978-4762023897
- 『図書館制度・経営論』学文社 ライブラリー図書館情報学 2013, ISBN 978-4762023897
- 『文化情報資源と図書館経営 新たな政策論をめざして』勁草書房 2015, ISBN 978-4326000395
- 『デジタルアーカイブの理論と政策 デジタル文化資源の活用に向けて』勁草書房 2020, ISBN 978-4-326-00048-7

### 共編著
- 『情報アクセスのすべて』丸山昭二郎、岸美雪、松井博共編 日本図書館協会 1989
- 『デジタルコンテンツをめぐる現状報告 出版コンテンツ研究会報告2009』出版コンテンツ研究会,岩本敏,佐々木隆一,加茂竜一,境真良,小林弘人共著 ポット出版 2009
- 『デジタル・アーカイブとは何か 理論と実践』岡本真共責任編集 勉誠出版 2015
- 『ポストデジタル時代の公共図書館 = POST DIGITAL PUBLIC LIBRARY (ライブラリーぶっくす)』植村八潮共編, 勉誠出版 2017 ISBN 978-4-585-20057-4
- 『公共図書館の冒険』田村俊作共編、みすず書房 2018, ISBN 978-4622086826

### 翻訳
- ジュリアン・ウォーナー『本とコンピュータを結ぶ』高山正也共監訳 上保佳穂, 鎌倉治子,河合美穂訳 勁草書房 1999

## 論文
- CiNii>柳与志夫